# Clathria noarlungae
Clathria noarlungae är en svampdjursart som beskrevs av Hooper 1996. Clathria noarlungae ingår i släktet Clathria och familjen Microcionidae.
Artens utbredningsområde är Sydaustralien. Inga underarter finns listade i Catalogue of Life.